# 谷流水
谷 流水（たに はるみ、1863年2月2日（文久2年12月14日）- 1940年（昭和15年）2月20日）は、自由民権運動家、鉄道技師、銀行家、文化人。土佐史談会会長。自由民権運動旧各社記念会会長。板垣伯銅像記念碑建設同志会理事

## 来歴

### 生い立ち
文久2年12月14日(1863年2月2日)、土佐藩士・谷重昌(神左衛門)の五男として、土佐国土佐郡秦村(現・高知県高知市江ノ口)に生まれる。谷重喜、谷重中、谷乙猪は実兄。

### 自由民権家として
明治維新以降は、高知の民権結社・回天社に所属し、明治15年(1882年)4月6日、板垣退助が岐阜で兇漢に襲われた時（岐阜遭難事件）には、立志社の総代に扈従して、いち早く岐阜へ見舞いに駆けつけた。

### 鉄道技師として
仙石貢の知遇を得て、明治18年(1885年)より日本鉄道、九州鉄道、甲武鉄道の建設に携わり、技師としての知見を得る。筑豊鉄道では、創業直後の間組組長・間猛馬と協力して建設工事を推進。その後、南海鉄道の技師となる。明治39年(1906年)3月1日、鉄道国有法が施行され、さらに体調を崩したため高知へ帰郷。
療養しながら趣味を嗜み、病状が好転したのを機に再度上京して鉄道会社に勤める。

### 銀行家として
大正5年(1916年)職を辞して高知に帰り、気骨を買われて土佐銀行に迎えられ監理部長となり、翌大正6年(1917年)、取締役に就任。
大正10年(1921年)、高知貯蓄銀行の創立と共に同行の取締役も兼ねた。

### 文化人として
人望もあり文化事業にも取り組み、高知武揚協会、土佐史談会などの会長も務める。
昭和6年(1931年)4月、島崎猪十馬と共に高知における自由民権運動の各結社を顕彰する「旧各社記念会」を組織し、推されて会長となり、自由民権家物故者の追悼式を、高知大神宮で挙行。さらに民権結社があった場所が忘れ去られないように、各結社の跡地に記念碑を建立。生存者を招いて親睦会を催した。島崎猪十馬編による『旧各社事蹟』は、明治時代における高知の自由民権運動を知る上で重要な史料となっている。
昭和15年(1940年)2月20日死去。享年79歳。

## 家族
谷家は、大神姓。長宗我部氏の旧臣で、土佐藩の上士の家柄。
- 六世祖：谷重元(神兵衛)
- 五世祖：谷重正(弥太郎) - 谷秦山の兄。(※谷秦山の玄孫が谷干城)
- 高祖父：谷重敬(神兵衛)
  - 曾祖父：谷直樹(神之丞)
    - 祖父：谷秋実(良作)
      - 父：谷重昌(神左衛門)
        - 兄：谷重喜(神兵衛)
        - 兄：谷神之助
        - 兄：谷重中
        - 妻：板垣退助の長女・兵子 - のち離縁
        - 兄：谷乙猪 - 谷干城の養子となる
        - 本人：谷流水

## 補註
1. ↑  “『板垣精神 -明治維新百五十年・板垣退助先生薨去百回忌記念-』”.   一般社団法人 板垣退助先生顕彰会 (2019年2月11日). 2020年10月5日閲覧。
2. 1 2 3 4  『高知経済人列伝』鍋島高明編、2016年、高知新聞社
3. 1 2 3 4 5 6 7 8 9 10  『高知県人名事典』高知県人名事典編纂委員会編、高知市民図書館、1971年(昭和46年)
4. 1 2 3  『舊各社事蹟』島崎猪十馬編、昭和6年(1931年)
5. ↑  『板垣退助君略傳』池田永馬編、板垣伯銅像記念碑建設同志会、大正13年（1924年）9月5日